# Dicranopteris flexuosa
Dicranopteris flexuosa mais conhecida por seu nome popular, samambaia-de-barranco é uma samambaia da América do Sul que ocorre em fisionomias campestres, em terrenos sazonal ou permanentemente úmidos e em outros tipos de vegetação ripária, comumente recobrindo áreas amplas que sofreram perturbação.

## Morfologia Vegetal[1]
Planta herbácea rizomatosa, muito ramificada. Rizoma castanho-escuros a avermelhados, simples a irregularmente ramificados. Frondes eretas monomorfas, com altura geralmente não ultrapassando 50 cm, 1-2 furcadas, com um par de pinas acessórias reflexas na base de cada furca. Segmentos lineares, margem inteira, ápice arredondado.